# Zhongben (köpinghuvudort i Kina, Heilongjiang Sheng, lat 46,58, long 125,47)
Zhongben (kinesiska: 中本, 中本镇) är en köpinghuvudort i Kina. Den ligger i provinsen Heilongjiang, i den nordöstra delen av landet, omkring 130 kilometer nordväst om provinshuvudstaden Harbin. Antalet invånare är 13 476. Befolkningen består av 6 571 kvinnor och 6 905 män. Barn under 15 år utgör 13,0 %, vuxna 15-64 år 78 %, och äldre över 65 år 7,0 %.
Runt Zhongben är det ganska tätbefolkat, med 120 invånare per kvadratkilometer. Närmaste större samhälle är Renmin, 8,4 km nordost om Zhongben. Trakten runt Zhongben består till största delen av jordbruksmark.
Genomsnittlig årsnederbörd är 762 millimeter. Den regnigaste månaden är juli, med i genomsnitt 231 mm nederbörd, och den torraste är januari, med 5 mm nederbörd.